# Muggerödtjärnen
Muggerödtjärnen är en sjö i Strömstads kommun i Bohuslän och ingår i Strömsån-Enningdalsälvens kustområde. Sjön är 1,6 meter djup, har en yta på 0,01 kvadratkilometer och befinner sig 50 meter över havet.